# Iván Pedroso Soler
Iván Pedroso Soler (L'Havana, Cuba 1972) és un atleta cubà, ja retirat, especialista en salt de llargada i guanyador d'una medalla olímpica i quatre títols mundials.

## Biografia
Va néixere el 17 de desembre de 1972 a la ciutat de l'Havana, capital de Cuba. Es cosí de la també atleta Aliuska López.

## Carrera esportiva
Va participar, als 19 anys, en els Jocs Olímpics d'Estiu de 1992 celebrats a Barcelona (Catalunya), on va finalitzar en quarta posició i guanyà així un diploma olímpic en la prova masculina de salt de llargada. En la Copa del Món d'atletisme d'aquell mateix any, realitzada a la seva ciutat natal, va aconseguir guanyar la medalla d'or.
A partir d'aquells moments es convertí en un dels principals especialista del salt de llargada, aconseguint la victòria posteriorment en totes les competicions més importants: el campionat del Món d'atletisme en pista coberta l'any 1993, el campionat del Món d'atletisme l'any 1995, els Jocs Panamericans l'any 1995, la Universíada l'any 1997 i els Jocs Centreamericans i del Carib l'any 1998.
Participà en els Jocs Olímpics d'Estiu de 1996 realitzats a Atlanta (Estats Units), però únicament fou dotzè en la prova masculina de salt de llargada. En els Jocs Olímpics d'Estiu de 2000 realitzats a Sydney (Austràlia) aconseguí finalment guanyar la medalla d'or, la seva única medalla olímpica, ja que en els Jocs Olímpics d'Estiu de 2004 realitzats a Atenes (Grècia) va finalitzar setè, guanyant un nou diploma olímpic.

### Polèmica
El 1995 durant la realització d'una competició atlètica a Sestriere (Itàlia) Pedrosa aconseguí fer un salt de 8.96 metres, superant per un centímetre el rècrod de Mike Powell (8.95 metres) i establint així un nou rècord del món.
Posteriorment una investigació de l'Associació Internacional de Federacions d'Atletisme (IAAF) va decidir anul·lar la plusmcarca, ja que en el moment de realitzar el salt un jutge va obstruir la mesura del vent situant-se, de foma incorrecta, davant l'anemòmetre.

## Rècords

### Rècords personals
|                  | Salt   | Seu       | Data                 |
| ---------------- | ------ | --------- | -------------------- |
| A l'aire lliure  | 8,71 m | Salamanca | 18 de juliol de 1995 |
| En pista coberta | 8,62 m | Maebashi  | 7 de març de 1999    |

### Millors marques de l'any
| Any  | Salt    | Data          | Seu              | Rànquing |
| ---- | ------- | ------------- | ---------------- | -------- |
| 1990 | 8.06 m. | 20 de juliol  | Orlando          | -        |
| 1991 | 8.22 m. | 3 de maig     | Santiago de Cuba | 13       |
| 1992 | 8.53 m. | 17 de juliol  | Sevilla          | 3        |
| 1993 | 8.49 m. | 22 de maig    | L'Havana         | 3        |
| 1994 | 8.16 m. | 5 de juny     | Haniá            | -        |
| 1995 | 8.71 m. | 18 de juliol  | Salamanca        | 1        |
| 1996 | 8.32 m. | 19 de gener   | Camagüey         | 11       |
| 1997 | 8.63 m. | 8 de juny     | Pàdua            | 1        |
| 1998 | 8.54 m. | 20 de juliol  | Uniondale        | 2        |
| 1999 | 8.60 m. | 26 de juny    | Pàdua            | 1        |
| 2000 | 8.65 m. | 3 de juny     | Jena             | 1        |
| 2001 | 8.40 m. | 11 d'agost    | Edmonton         | 2        |
| 2002 | 8.30 m. | 1 de setembre | Pàdua            | 4        |
| 2003 | 8.31 m. | 6 de juliol   | Pàdua            | 7        |
| 2004 | 8.22 m. | 26 d'agost    | Atenes           | 15       |
| 2005 | 8.22 m. | 30 d'abril    | Fort-de-France   | 12       |
| 2006 | 8.15 m. | 5 de juliol   | Salamanca        | -        |
| 2007 | 8.15 m. | 15 de juny    | L'Havana         | -        |

| Any  | Salt       | Data         | Seu        | Rànquing   |
| ---- | ---------- | ------------ | ---------- | ---------- |
| 1990 | No competí | No competí   | No competí | No competí |
| 1991 | No competí | No competí   | No competí | No competí |
| 1992 | No competí | No competí   | No competí | No competí |
| 1993 | 8.23 m.    | 13 de març   | Toronto    |            |
| 1994 | 8.26 m.    | 29 de febrer | El Pireu   |            |
| 1995 | 8.51 m.    | 11 de març   | Barcelona  |            |
| 1996 | 8.46 m.    | 18 de febrer | Liévin     |            |
| 1997 | 8.60 m.    | 16 de febrer | Liévin     |            |
| 1998 | 8.29 m.    | 4 de febrer  | Erfurt     |            |
| 1999 | 8.62 m.    | 7 de març    | Maebashi   | 1          |
| 2000 | 8.40 m.    | 9 de febrer  | El Pireu   | 1          |
| 2001 | 8.43 m.    | 11 de març   | Lisboa     | 1          |
| 2002 | 8.03 m.    | 3 de febrer  | Stuttgart  | 13         |
| 2003 | No competí | No competí   | No competí | No competí |
| 2004 | 8.09 m.    | 6 de març    | Budapest   | 14         |
| 2005 | No competí | No competí   | No competí | No competí |
| 2006 | 7.27 m.    | 10 de març   | Moscou     | -          |
| 2007 | 7.91 m.    | 9 de febrer  | Aubière    | -          |